# Studentova t-raspodela
U verovatnoći i statistici, Studentova t-raspodela (ili jednostavno t-raspodela) je bilo koji član familije kontinuiranih raspodela verovatnoće koje nastaju iz procenjivanja srednje vrednosti normalne raspodele populacije u situacijama gde je veličina uzorka mala i populaciona standardna devijacija nije poznata. Ovu raspodelu je razvio Vilijam Goset pod pseudonimom Student.
t-Raspodela igra ulogu u velikom broju široko korištenih statističkih analiza, uključujući Studentov t-test za procenu statističke važnosti razlike između dve srednje vrednosti uzorka, izgradnju intervala pouzdanosti za razliku između dve populacijske sredine, i u linearnoj regresionoj analizi. Studentova t-distribucija se takođe pojavljuje u Bajesovoj analizi podataka iz normalne porodice.
Ako se uzme uzorak sa n opažanja iz normalne raspodele, onda se t-raspodela sa {\displaystyle \nu =n-1} stepeni slobode može definisati kao raspodela lokacija srednje vrednosti uzorka u odnosu na pravu sredinu, podeljena sa standardnom devijacijom uzorka, nakon što se pomnoži sa standardizacionim članom  {\displaystyle {\sqrt {n}}}. Na taj se način, t-raspodela se može koristiti za izgradnju intervala pouzdanosti za pravu sredinu.
t-Raspodela je simetrična i zvonastog oblika, poput normalne raspodele, ali ima teže repove, što znači da je sklonija stvaranju vrednosti koje padaju daleko od srednje vrednosti. Ovo je korisno za razumevanje statističkog ponašanja određenih vrsta odnosa slučajnih veličina, u kojima je varijacija u deliocu pojačana i može da proizvede udaljene vrednosti kada brojilac odnosa padne blizu nule. Studentova t-raspodela je poseban slučaj generalizovane hiperbolične raspodele.

## Istorija i etimologija
U statistici, t-raspodelu su prvi izveli kao posteriornu raspodelu Helmert i Lirot 1876. godine. t-Raspodela se isto tako pojavila u opštijoj formi kao Pirsonova raspodela tipa IV u publikaciji Karla Pirsona iz 1895. godine.
U litiraturi na engleskom jeziku ova raspodela nosi ime iz publikacije Vilijama Goseta iz 1908. godine u časopisu Biometrika objavljene pod pseudonimom „Student”. Goset je radio u Ginisovoj pivari u Dablinu u Irskoj, i bio je zainteresovan za probleme malih uzoraka – na primer, hemijskih svojstva ječma gde veličina uzorka može da bude samo 3. Jedna verzija porekla pseudonima je da je Gosetov poslodavac preferirao da zaposleni koriste književne pseudonime kad objavljuju naučne radove umesto svojih stvarnih imena, tako da je on koristio ime „Student” da bi prikrio svoj identitet. Druga verzija je da Ginis nije želeo da njegovi konkurenti znaju da oni koriste t-test za određivanje kvaliteta sirovina.
Gosetova publikacija naziva ovu raspodelu „frekvencija distribucije standardnih devijacija uzoraka uzetih iz normalne populacije”. Ona je postala dobro poznata zahvaljujući radu Ronalda Fišera, koji je nazivao ovu raspodelu „Studentova raspodela” i predstavljao testne vrednosti slovom t.

## Nastanak Studentove raspodele iz uzorkovanja
Neka je {\textstyle X_{1},\ldots ,X_{n}} nezavisno i identično raspodeljeni kao {\displaystyle N(\mu ,\sigma ^{2})}, i.e. ovo je uzorak veličine {\displaystyle n} iz normalno raspodeljene populacije sa očekivanom srednjom vrednošću {\displaystyle \mu } i varijansom {\displaystyle \sigma ^{2}}.
Neka je
{\displaystyle {\bar {X}}={\frac {1}{n}}\sum _{i=1}^{n}X_{i}}
srednja vrednosti uzorka i neka je
{\displaystyle S^{2}={\frac {1}{n-1}}\sum _{i=1}^{n}(X_{i}-{\bar {X}})^{2}}
(korigovana po Beselu) varijansa uzorka. Onda randomna promenljiva
{\displaystyle {\frac {{\bar {X}}-\mu }{\sigma /{\sqrt {n}}}}}
ima standardnu normalnu raspodelu (i.e. normalnu sa očekivanom vrednosti 0 i varijansom 1), i randomna promenjiva
{\displaystyle {\frac {{\bar {X}}-\mu }{S/{\sqrt {n}}}},}
gde je {\displaystyle S} supstituisano za {\displaystyle \sigma }, ima Studentovu t-raspodelu sa {\displaystyle n-1} stepeni slobode. Brojilac i delilac u prethodnom izrazu su nezavisne randomne promenljive uprkos toga što se zasnivaju na istom uzorku {\textstyle X_{1},\ldots ,X_{n}}.

## Definicija

### Funkcija gustine verovatnoće
Studentova t-raspodela ima funkciju raspodele datu sa
{\displaystyle f(t)={\frac {\Gamma ({\frac {\nu +1}{2}})}{{\sqrt {\nu \pi }}\,\Gamma ({\frac {\nu }{2}})}}\left(1+{\frac {t^{2}}{\nu }}\right)^{\!-{\frac {\nu +1}{2}}},\!}
gde je {\displaystyle \nu } broj stepeni slobode i {\displaystyle \Gamma } je gama funkcija. Ovo se isto tako može napisati kao
{\displaystyle f(t)={\frac {1}{{\sqrt {\nu }}\,\mathrm {B} ({\frac {1}{2}},{\frac {\nu }{2}})}}\left(1+{\frac {t^{2}}{\nu }}\right)^{\!-{\frac {\nu +1}{2}}}\!,}
gde je B Beta funkcija. Za celobrojne vrednosti stepena slobode {\displaystyle \nu } važi:
Za {\displaystyle \nu >1} parno,
{\displaystyle {\frac {\Gamma ({\frac {\nu +1}{2}})}{{\sqrt {\nu \pi }}\,\Gamma ({\frac {\nu }{2}})}}={\frac {(\nu -1)(\nu -3)\cdots 5\cdot 3}{2{\sqrt {\nu }}(\nu -2)(\nu -4)\cdots 4\cdot 2\,}}\cdot }
Za {\displaystyle \nu >1} neparno,
{\displaystyle {\frac {\Gamma ({\frac {\nu +1}{2}})}{{\sqrt {\nu \pi }}\,\Gamma ({\frac {\nu }{2}})}}={\frac {(\nu -1)(\nu -3)\cdots 4\cdot 2}{\pi {\sqrt {\nu }}(\nu -2)(\nu -4)\cdots 5\cdot 3\,}}\cdot \!}
Funkcija gustine verovatnoće je simetrična, i njen sveukupni oblik podseća na zvonasti oblik promenljive sa normalnom raspodelom sa srednjom vrednosti od 0 i varijansom od 1, izuzev što je nešto niža i šira. Sa porastom broja stepeni slobode, t-raspodela prilazi normalnoj raspodeli sa srednjom vrednosti 0 i varijansom 1. Iz tog razloga {\displaystyle {\nu }} je isto tako poznato kao parametar normalnosti.
Sledeće slike prikazuju gustinu t-raspodele za povećane vrednosti od {\displaystyle \nu }. Normalna raspodela je prikazana plavom linijom radi poređenja. Treba uočiti da t-raspodela (crvena linija) postaje bliža normalnoj raspodeli sa povećanjem {\displaystyle \nu }.
| 1df | 2df  | 3df  |
| 5df | 10df | 30df |

### Funkcija kumulativne raspodele
Funkcija kumulativne raspodele se može napisati u smislu I, regulisane nekompletne beta funkcija. Za t > 0,
{\displaystyle F(t)=\int _{-\infty }^{t}f(u)\,du=1-{\tfrac {1}{2}}I_{x(t)}\left({\tfrac {\nu }{2}},{\tfrac {1}{2}}\right),}
gde je
{\displaystyle x(t)={\frac {\nu }{t^{2}+\nu }}.}
Druge vrednosti se mogu dobiti simetrijom. Jedna alternativna formula, validna za {\displaystyle t^{2}<\nu }, je
{\displaystyle \int _{-\infty }^{t}f(u)\,du={\tfrac {1}{2}}+t{\frac {\Gamma \left({\tfrac {1}{2}}(\nu +1)\right)}{{\sqrt {\pi \nu }}\,\Gamma \left({\tfrac {\nu }{2}}\right)}}\,{}_{2}F_{1}\left({\tfrac {1}{2}},{\tfrac {1}{2}}(\nu +1);{\tfrac {3}{2}};-{\tfrac {t^{2}}{\nu }}\right),}
gde je 2F1 poseban slučaj hipergeometrijske funkcije.
Za informacije o njenoj inverznoj funkciji kumulativne distribucije, pogledajte kvantilna funkcija § Studentova t-distribucija.

### Specijalni slučajevi
Određene vrednosti {\displaystyle \nu } daju posebno jednostavnu formu.
- {\displaystyle \nu =1}

Funkcija raspodele:
{\displaystyle F(t)={\tfrac {1}{2}}+{\tfrac {1}{\pi }}\arctan(t).}
Funkcija gustine:
{\displaystyle f(t)={\frac {1}{\pi (1+t^{2})}}.}
Pogledajte Košijevu raspodelu
- {\displaystyle \nu =2}

Funkcija raspodele:
{\displaystyle F(t)={\tfrac {1}{2}}+{\frac {t}{2{\sqrt {2}}{\sqrt {1+{\frac {t^{2}}{2}}}}}}.}
Funkcija gustine:
{\displaystyle f(t)={\frac {1}{2{\sqrt {2}}\left(1+{\frac {t^{2}}{2}}\right)^{\frac {3}{2}}}}.}
- {\displaystyle \nu =3}

Funkcija raspodele:
{\displaystyle F(t)={\tfrac {1}{2}}+{\tfrac {1}{\pi }}{[{\frac {1}{\sqrt {3}}}{\frac {t}{1+{\frac {t^{2}}{3}}}}+\arctan({\frac {t}{\sqrt {3}}})]}.}
Funkcija gustine:
{\displaystyle f(t)={\frac {2}{\pi {\sqrt {3}}\left(1+{\frac {t^{2}}{3}}\right)^{2}}}.}
- {\displaystyle \nu =4}

Funkcija raspodele:
{\displaystyle F(t)={\tfrac {1}{2}}+{\frac {3}{8}}{\frac {t}{\sqrt {1+{\frac {t^{2}}{4}}}}}{[1-{\frac {1}{12}}{\frac {t^{2}}{1+{\frac {t^{2}}{4}}}}]}.}
Funkcija gustine:
{\displaystyle f(t)={\frac {3}{8\left(1+{\frac {t^{2}}{4}}\right)^{\frac {5}{2}}}}.}
- {\displaystyle \nu =5}

Funkcija raspodele:
{\displaystyle F(t)={\tfrac {1}{2}}+{\frac {1}{\pi }}{[{\frac {t}{{\sqrt {5}}\left(1+{\frac {t^{2}}{5}}\right)}}(1+{\frac {2}{3\left(1+{\frac {t^{2}}{5}}\right)}})+\arctan({\frac {t}{\sqrt {5}}})]}.}
Funkcija gustine:
{\displaystyle f(t)={\frac {8}{3\pi {\sqrt {5}}\left(1+{\frac {t^{2}}{5}}\right)^{3}}}.}
- {\displaystyle \nu =\infty }

Funkcija raspodele:
{\displaystyle F(t)={\tfrac {1}{2}}{[1+\operatorname {erf} ({\frac {t}{\sqrt {2}}})]}.}
Pogledajte funkciju greške
Funkcija gustine:
{\displaystyle f(t)={\frac {1}{\sqrt {2\pi }}}e^{-{\frac {t^{2}}{2}}}.}
Pogledajte normalnu raspodelu.

## Literatura
- Senn, S.; Richardson, W. (1994). „The first t-test”. Statistics in Medicine. 13 (8): 785—803. PMID 8047737. doi:10.1002/sim.4780130802.
- Hogg RV, Craig AT (1978). Introduction to Mathematical Statistics (4th изд.). New York: Macmillan. ASIN B010WFO0SA.
- Venables, W. N.; Ripley, B. D. (2002). Modern Applied Statistics with S (Fourth изд.). Springer.
- Gelman, Andrew; John B. Carlin; Hal S. Stern; Donald B. Rubin (2003). Bayesian Data Analysis (Second Edition). CRC/Chapman & Hall. ISBN 1-58488-388-X.

## Spoljašnje veze
- Hazewinkel Michiel, ур. (2001). „Student distribution”. Encyclopaedia of Mathematics. Springer.  978-1556080104.
- Earliest Known Uses of Some of the Words of Mathematics (S) (Remarks on the history of the term "Student's distribution")
- Rouaud, M. (2013), Probability, Statistics and Estimation (PDF) (short изд.) First Students on page 112.